# Múscul abductor llarg del polze
El múscul abductor llarg del polze o abductor llarg del dit polze (musculus abductor pollicis longus), és un múscul que es troba a la regió profunda de l'avantbraç, en la part posterior, immediatament per sota del supinador curt.
Ocasionalment produeix dos feixos prop de la seva inserció final, una que acaba en el trapezi i l'altra que es fusiona amb l'origen de l'abductor curt del polze.

## Origen i insercions
L'abductor llarg del polze s'origina a la cara dorsal (posterior) de l'os cúbit, més avall de la inserció del múscul anconal, en els lligaments interossis i en el terç mitjà de la superfície dorsal del cos del radi. Des del seu origen, passa obliquament cap avall i cap a fora, acabant en un tendó. Aquest tendó corre per una ranura a la part lateral de l'extrem distal del radi, acompanyat pel tendó de l'extensor curt del polze, per acabar inserint-se en el costat extern l'os metacarpià.
La inserció es divideix dues parts: una part superficial distal i una part profunda proximal. La part superficial s'insereix amb un o més tendons al costat radial de la base del primer os metacarpià; la part profunda, més variable, s'insereix en l'os trapezi, la càpsula de l'articulació i els seus lligaments, i en el ventre de l'abductor curt o oponent del polze.

## Innervació i irrigació
El múscul abductor llarg del polze està innervat pel nervi interossi posterior, que és una continuació de la branca profunda del nervi radial; ho fa després de passar a través del múscul supinador. El nervi interossi posterior es deriva dels segments espinals C7 i C8.
L'abductor llarg del polze està irrigat per l'artèria interòssia posterior.

## Variacions
Un tendó accessori de l'abductor llarg del polze apareix en més del 80% dels individus; i un ventre muscular separat s'observa en un 20% de les persones. En un estudi es detectaren aquests percentatges d'insercions del tendó accessori: en el trapezi (41%), proximalment a l'abductor curt (22%), i en l'oponent curt del polze (5%); tenia una doble inserció en el trapezi i els músculs de l'eminència tenar (15%), o en la base del primer metacarpià (1%). En algunes ocasions puntuals s'han observat fins a set tendons.
El fet que hi hagi múltiples tendons de l'abductor llarg del polze es pot considerar com un avantatge funcional, ja que tendons lesionats poden ser compensats amb l'activitat dels sans.

## Funció
La principal acció d'aquest múscul és abduir el polze cap a l'articulació carpometacarpiana, movent així el polze cap endavant. També ajuda en l'acció d'estendre i rotar el polze. Amb la seva acció continuada, ajuda a abduir el canell (desviació radial) i flexiona la mà.
La inserció de l'abductor llarg del polze en el trapezi i l'origen també de l'abductor curt del polze en el mateix os és l'única connexió entre els músculs intrínsecs i extrínsecs del polze. A mesura que el polze es posa en acció, aquests dos músculs han de coordinar-se per mantenir el trapezi estable dins del carp, la qual cosa és important per al bon funcionament del polze; és a dir, precisió i potència.

## En altres animals
Els únics primats a tenir un abductor llarg del polze completament separat de l'extensor curt del polze són els actuals éssers humans i els gibons. En els gibons, però, aquest múscul s'origina proximalment en el radi i el cúbit, mentre que s'origina en la part mitjana d'aquests ossos en els macacos menjacrancs, bonobos i humans. En tots aquests primats, el múscul s'insereix en la base del primer metacarpià i, de vegades, en el trapezi (siamangs i bonobos) i en polzes sesamoides (macaco menjacrancs).
En els ximpanzés, l'abductor llarg del polze flexiona el polze i no l'estén igual que en els humans. En comparació amb els canells dels ximpanzés, el canell humà (en comparació amb l'ancestre comú entre home i ximpanzé) deriva de músculs amb moments de força considerablement més llargs en el cas de diversos músculs de la mà. És possible que aquestes diferències es deguin a la posició de supinació del trapezi en els éssers humans que, al seu torn, és el resultat de l'expansió del trapezoide al costat del palmell.
Un os sesamoide radial petit, amb forma de lent incrustat al tendó de l'abductor llarg del polze és un element primitiu, i es troba en tots els gèneres coneguts de carnívors excepte en els pandes vermells i els pandes gegants, i en el Simocyon, extint, on està hipertrofiat en un sisè dígit o "fals polze", un tret derivat que va aparèixer per primera vegada en els úrsids. L'abductor llarg del polze sesamoide és present en tots els primats no humans, però només en la meitat dels goril·les i, normalment, estan absents en els éssers humans.

## Imatges
Disseccions en les que es pot observar el múscul abductor llarg del polze.

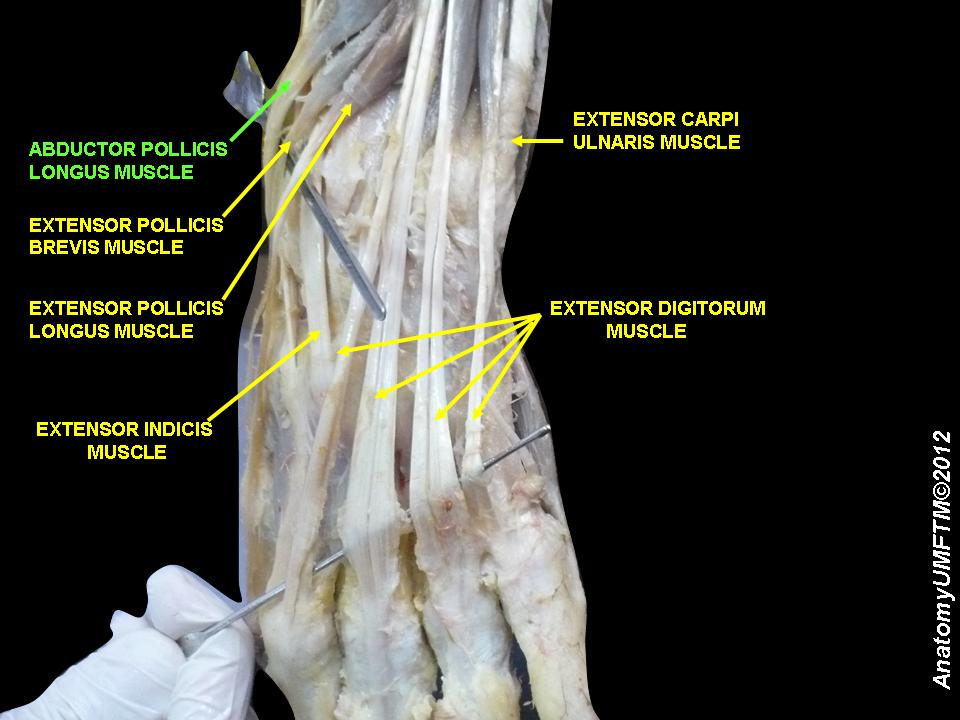
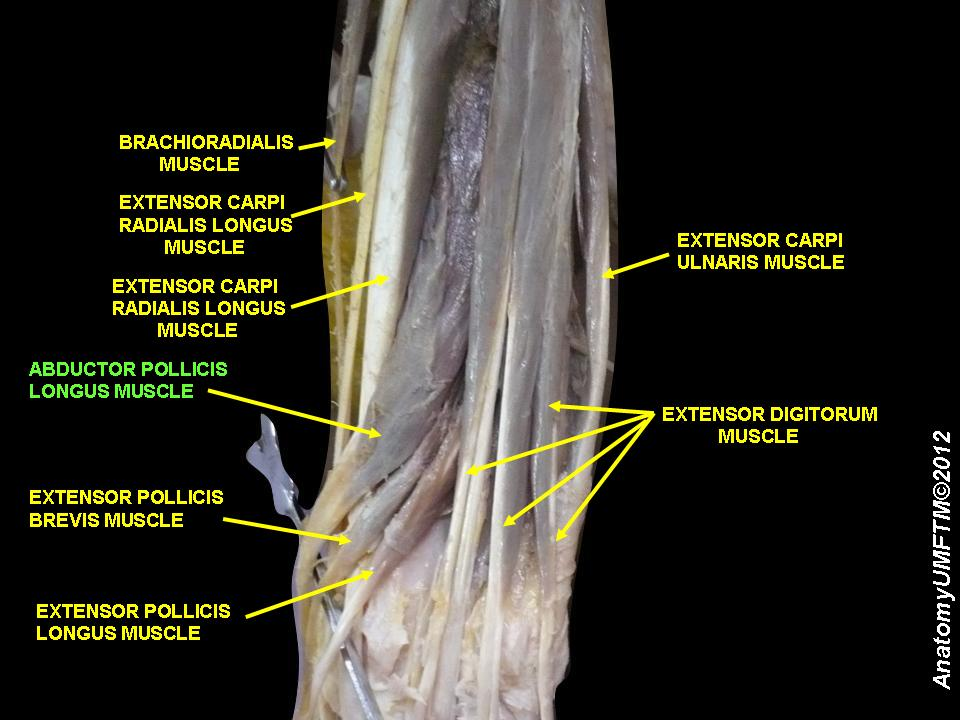
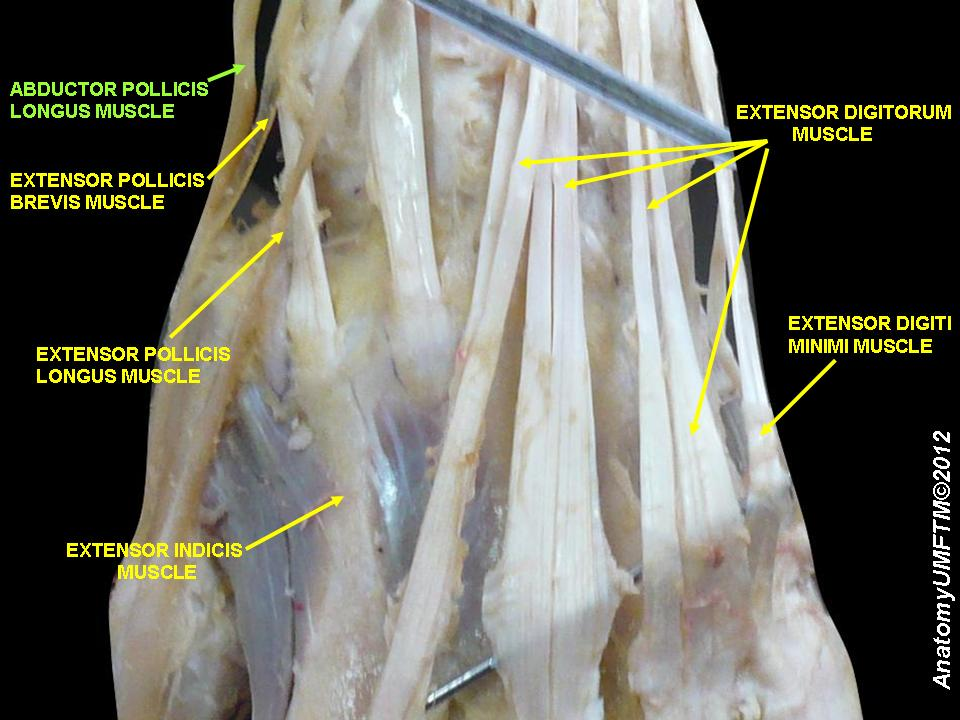
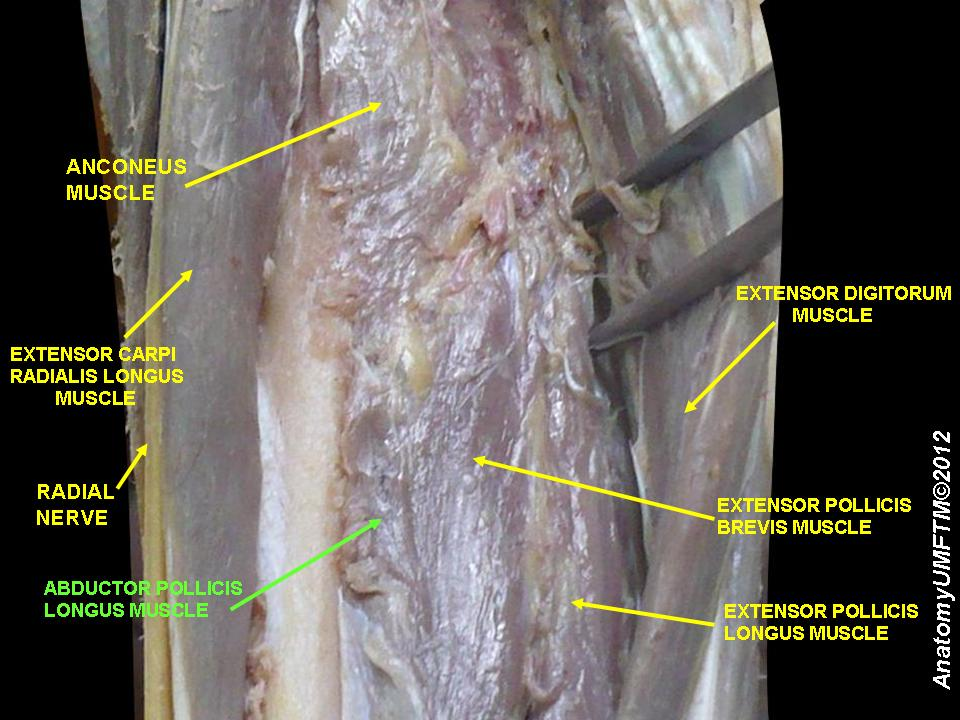
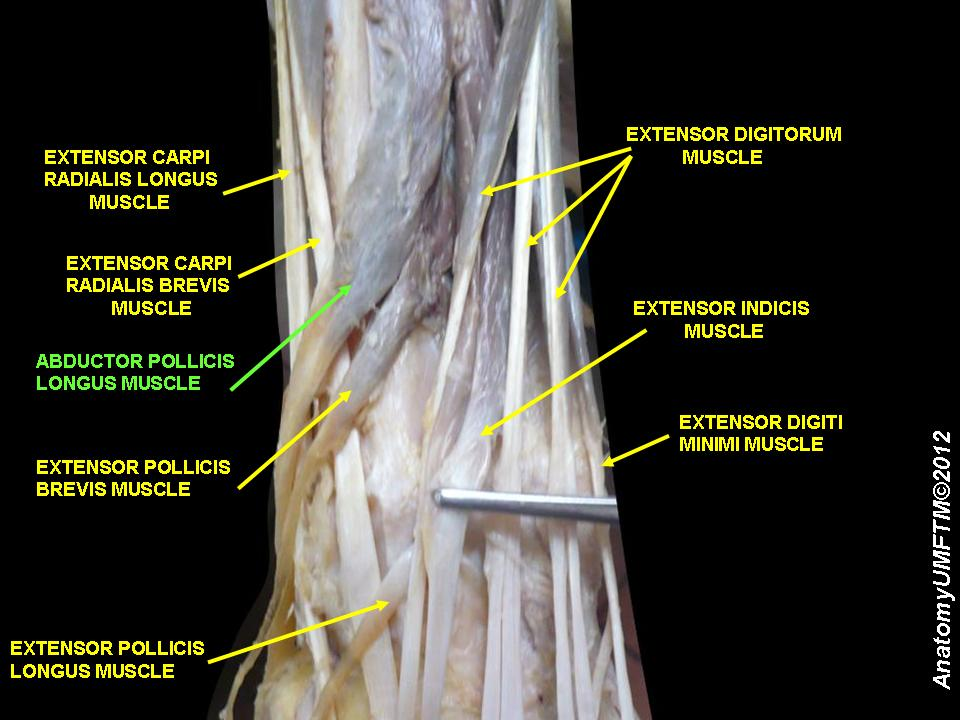